# ほんとうに映った!監死カメラ
『ほんとうに映った！監死カメラ』（ほんとうにうつった かんしかめら）は、2012年から発売されているホラー・オリジナルビデオ・シリーズ。
第17作にてシリーズ終了となり2019年7月3日より『帰ってきた！監死カメラ』シリーズを新たにリリースされた。

## 概要
街中に設置してある監視カメラに映った心霊・怪奇映像のみで構成されている。映像が撮影された現地へ赴き取材するパートもある。魔術堂のKATOR氏の元へ訪れるのが恒例となっている。
尚、第3～4作に、BGM等は『ほんとにあった! 呪いのビデオ』16～22、76～81巻のBGMを起用している。

## 出演者
- ナレーション：鈴木智晴

## スタッフ
- プロデューサー
  - 1巻〜17巻：浦野太、有馬顕
- 監督（ディレクター）
  - 1巻：市瀬裕士
  - 2巻：石井聡
  - 3巻〜4巻：福田陽平、田中佑和
  - 5巻〜7巻：坂井田俊、加賀賢三
  - 6巻〜17巻：寺内康太郎
- 監修
  - 2巻〜16巻 ：坂本一雪
  - 17巻〜：寺内康太郎
- 演出補（取材スタッフ、アシスタント）
  - 1巻：内田直之、西村俊一郎、柏田藤子、小林大地、松田英訓
  - 2巻：石井寛人
  - 3巻〜4巻：木村千尋、渡辺康
  - 3巻〜6巻：前田沙織
  - 3巻〜：金田萌黄
  - 5巻〜6巻：松崎翔平、田原イサヲ
  - 7巻〜8巻：鳥居康剛
  - 7巻〜：辻沢綾香
  - 8巻〜10巻：松下幸史
  - 9巻：小山亮太

## シリーズ一覧

### 2012年
| 作品名 | スタッフ | 発売日 | 収録時間 | ほんとうに映った！監死カメラ | プロデューサー 浦野太、有馬顕 スタッフ 内田直之、西村俊一郎、柏田藤子、小林大地、松田英訓、CUCCI ナレーション 鈴木智晴 制作 馬車馬企画 企画 AMGエンタテインメント ディレクター 市瀬裕士 | 2012年07月04日 | 60分 | ほんとうに映った！監死カメラ２ | プロデューサー 浦野太、有馬顕 スタッフ 石井寛人 監修 坂本一雪 ナレーション 鈴木智晴 制作 馬車馬企画 企画 AMGエンタテインメント ディレクター 石井聡 | 2012年12月05日 | 62分 |

### 2013年
| 作品名 | スタッフ | 発売日 | 収録時間 | ほんとうに映った！監死カメラ３ | プロデューサー 浦野太、有馬顕 監修 坂本一雪 演出補 前田沙織、金田もえ、木村千尋、渡辺康 撮影 佐藤亮太、福田陽平、上川雄介 ナレーション 鈴木智晴 協力 合同会社ぬらりひょん、魔術堂、†Majyocco Sabbath†、遼夜、ジュエドル®・まりスティーヌ、馬車馬企面、T☆P☆G、西暮里プロモポックス、たいし、田中佑佳、金田作生、村上忍 制作 エル・エー 企画 AMGエンタテインメント 構成・演出 福田陽平、田中佑和 | 2013年07月03日 | 77分 | ほんとうに映った！監死カメラ４ | プロデューサー 浦野太、有馬顕 監修 坂本一雪 ナレーション 鈴木智晴 協力 合同会社ぬらりひょん、魔術堂、馬車馬企画、エンタテインメント・シンドローム、田中佑佳、金田侑生、村上忍、添谷梨江子 演出補 前田沙織、金田もえ、木村千尋、渡辺康 撮影 佐藤亮太、福田陽平、上川雄介 音楽 MAMEKICHI 編集 田中佑和、福田陽平 編集協力 Lee Seungwon 制作 エル・エー 企画 AMGエンタテインメント 構成・演出 田中佑和、福田陽平 | 2013年08月02日 | 83分 | ほんとうに映った！監死カメラ５ | プロデューサー 浦野太、有馬顕 監修 坂本一雪 取材スタッフ 前田沙織、金田もえ、松崎翔平、田原イサヲ 撮影 カガール、坂井田俊 編集 カガール、青木伸仁 ナレーション 鈴木智晴 解説 KATOR 機材提供 楠雄貴、木村文昭、丸山かつゆき 協力 魔術堂、bar-rosso.com、徳山幸則、志田悠、山田大一、namGallery、馬車馬企画、竹浪春花、小高寛、石原弘之 制作 エル・エー 企画 AMGエンタテインメント ディレクター 坂井田俊 | 2013年09月04日 | 60分 |

### 2014年
| 作品名 | スタッフ | 発売日 | 収録時間 | ほんとうに映った！監死カメラ６ | プロデューサー 浦野太、有馬顕 監修 坂本一雪 ナレーション 鈴木智晴 構成・編集 寺内康太郎、佐上佳嗣 制作 新井聡 演出補 鳥居康剛 アシスタント 辻沢綾香、金田もえ 演出 寺内康太郎 ―Ｂ班（「スマートフォン」）― 撮影 加賀賢三 アシスタント 金田もえ 車輌 相葉浩行 構成・編集 加賀賢三 演出 加賀賢三、坂井田俊 協力 魔術堂、馬車馬企画、合同会社ぬらりひょん 制作 エル・エー 企画 AMGエンタテインメント | 2014年02月05日 | 62分 | ほんとうに映った！監死カメラ７ | プロデューサー 浦野太、有馬顕 監修 坂本一雪 ナレーション 鈴木智晴 構成・編集 寺内康太郎、佐上佳嗣 制作 新井聡 演出補 鳥居康剛 アシスタント 辻沢綾香、金田もえ 演出 寺内康太郎 ―Ｂ班（「日本人形」）― 撮影 加賀賢三 録音 大島一晃 アシスタント 金田もえ 構成・演出・編集 坂井田俊 協力 魔術堂、馬車馬企画、合同会社ぬらりひょん 制作 エル・エー 企画 AMGエンタテインメント | 2014年03月05日 | 65分 | ほんとうに映った！監死カメラ８ | プロデューサー 浦野太、有馬顕 監修 坂本一雪 ナレーション 鈴木智晴 構成 寺内康太郎、佐上佳嗣 演出補 小山亮太 編集 寺内康太郎、遠藤香代子 アシスタント 辻沢綾香、松下幸史 演出 寺内康太郎 協力 魔術堂、馬車馬企画、合同会社ぬらりひょん 制作 エル・エー 企画 AMGエンタテインメント | 2014年06月04日 | 60分 | ほんとうに映った！監死カメラ9 | プロデューサー 浦野太、有馬顕 監修 坂本一雪 ナレーション 鈴木智晴 構成 佐上佳嗣、寺内康太郎、小山亮太 編集 寺内康太郎、遠藤香代子 アシスタント 金田萌黄、松下幸史 制作協力 新井聡 演出 寺内康太郎、小山亮太 協力 魔術堂、馬車馬企画、合同会社ぬらりひょん 制作 エル・エー 企画 AMGエンタテインメント | 2014年07月02日 | 63分 | ほんとうに映った！監死カメラ10 | プロデューサー 浦野太、有馬顕 監修 坂本一雪 ナレーション 鈴木智晴 構成 佐上佳嗣、寺内康太郎、小山亮太 編集 寺内康太郎、遠藤香代子 アシスタント 辻沢綾香、松下幸史 演出 寺内康太郎、小山亮太 協力 魔術堂、馬車馬企画、合同会社ぬらりひょん 制作 エル・エー 企画 AMGエンタテインメント | 2014年08月02日 | 55分 |

### 2015年
| 作品名                         | スタッフ       | 発売日 | 収録時間 | ほんとうに映った！監死カメラ11 | プロデューサー 浦野太、有馬顕 監修 坂本一雪 ナレーション 鈴木智晴 構成 佐上佳嗣、寺内康太郎 演出補 鳥居康剛 編集 遠藤香代子 アシスタント 金田萌黄 演出 寺内康太郎 協力 魔術堂、馬車馬企画、合同会社ぬらりひょん 制作 エル・エー 企画 AMGエンタテインメント | 2015年06月03日 | 63分 | ほんとうに映った！監死カメラ12 | 2015年07月03日 | 65分 |
| ほんとうに映った！監死カメラ13 | 2015年12月02日 | 61分   |          |                                | プロデューサー 浦野太、有馬顕 監修 坂本一雪 ナレーション 鈴木智晴 構成 佐上佳嗣、寺内康太郎 演出補 鳥居康剛 編集 遠藤香代子 アシスタント 金田萌黄 演出 寺内康太郎 協力 魔術堂、馬車馬企画、合同会社ぬらりひょん 制作 エル・エー 企画 AMGエンタテインメント |                |      |                                |                |      |

### 2016年
| 作品名 | スタッフ | 発売日 | 収録時間 | ほんとうに映った！監死カメラ14 | プロデューサー 浦野太、有馬顕 監修 坂本一雪 ナレーション 鈴木智晴 構成 佐上佳嗣、寺内康太郎 演出補 鳥居康剛 編集 遠藤香代子 アシスタント 金田萌黄 演出 寺内康太郎 協力 魔術堂、馬車馬企画、合同会社ぬらりひょん 制作 エル・エー 企画 AMGエンタテインメント | 2016年01月08日 | 58分 | ほんとうに映った！監死カメラ15 | プロデューサー 浦野太、有馬顕 監修 坂本一雪 ナレーション 鈴木智晴 構成 佐上佳嗣、寺内康太郎 演出補 永江二郎、鳥居康剛 編集 遠藤香代子 アシスタント 金田萌黄 演出 寺内康太郎 協力 魔術堂、馬車馬企画、合同会社ぬらりひょん 制作 エル・エー 企画 AMGエンタテインメント | 2016年06月03日 | 63分 | ほんとうに映った！監死カメラ16 | プロデューサー 浦野太、有馬顕 監修 坂本一雪 ナレーション 鈴木智晴 構成 佐上佳嗣、寺内康太郎 編集 遠藤香代子 アシスタント 金田萌黄、福田陽平 演出 寺内康太郎 協力 魔術堂、馬車馬企画、合同会社ぬらりひょん 制作 エル・エー 企画 AMGエンタテインメント | 2016年07月02日 | 66分 |

### 2017年
| 作品名 | スタッフ | 発売日 | 収録時間 | ほんとうに映った！監死カメラ17 | プロデューサー 浦野太、有馬顕 ナレーション 鈴木智晴 構成 佐上佳嗣、寺内康太郎 演出補 鳥居康剛 編集 福井鶴 アシスタント 金田萌黄 演出 寺内康太郎 取材協力 坂井田俊、福田陽平 協力 魔術堂、馬車馬企画、高畑裕也 制作 エル・エー 企画 AMGエンタテインメント | 2017年01月06日 | 61分 |

### 2018年
| 作品名 | スタッフ | 発売日 | 収録時間 | ほんとうに映った！監死カメラ レジェンド | 製作 AMGエンタテインメント プロデューサー 浦野太、有馬顕 制作 エル・エー ディレクター 寺内康太郎 ナレーション 鈴木智晴 | 2018年01月10日 | 108分 | ほんとうに映った！監死カメラ レガシー | 2018年02月02日 | 114分 | ほんとうに映った！監死カメラ ルーインズ・マスター | 2018年06月02日 | 89分 |

### 2019年
| 作品名 | スタッフ | 発売日 | 収録時間 | 帰ってきた！監死カメラ | プロデューサー 浦野太、有馬顕 ナレーション 鈴木智晴 ―「K-FILE」― 投稿者 菅野 ―「KATORの怖い話」― 解說 KATOR 再現ドラマ 金田萌黄、夏目大一朗、椎名綾子、鳥居康剛 構成 佐上佳嗣 編集 遠藤 香代子 演出 寺内康太郎 ―「承認欲求不適切動画」 「承認欲求２ティッ○トッ◯」 「不正ログイン」― ディレクター 小池美稀 アシスタント 金田萌黄 協力 青木伸仁、高徳院紫龍 構成・演出・編集 賀々賢三 協力 魔術堂、Team terakoh 制作 エル・エー 企画 アメイジングD.C. | 2019年07月03日 | 60分 | 帰ってきた！監死カメラ２ | プロデューサー 浦野太、有馬顕 ナレーション 鈴木智晴 構成 佐上佳嗣、寺内康太郎 編集 遠藤香代子 怪談 KATOR アシスタント 金田萌黄 派遣スタッフ 菅野 再現ドラマ 夏目大一朗、椎名綾子、鳥居康剛 演出 寺内康太郎 協力 魔術堂、Team terakoh 制作 エル・エー 企画 アメイジングD.C. | 2019年08月02日 | 71分 | 帰ってきた！監死カメラ３ | プロデューサー 浦野太、有馬顕 ナレーション 鈴木智晴 構成 佐上佳嗣、寺内康太郎 編集 遠藤香代子 怪談 KATOR アシスタント 金田萌黄 派遣スタッフ 菅野 再現ドラマ 西川千尋、椎名綾子、鳥居康剛 演出 寺内康太郎 協力 魔術堂、山田智弥、堀本衣代、Team terakoh 制作 エル・エー 企画 アメイジングD.C. | 2019年09月04日 | 65分 |